# Langerringen
Langerringen est une commune allemande de Bavière située dans l'arrondissement d'Augsbourg et le district de Souabe.

## Géographie

Situation de Langerringen dans l'arrondissement d'Augsbourg

Langerringen est située dans la plaine du Lechfeld, sur la rivière Singold, affluent de la Wertach, à 29 km au sud d'Augsbourg. La commune est située à la limite avec les arrondissements de Landsberg am Lech, d'Ostallgäu et d'Unterallgäu et elle est le siège d'une communauté d'administration qui regroupe les deux communes de Langerringen et Hiltenfingen pour une population de 5 329 habitants en 2006 et une superficie de 55,65 km2.
Langerringen est composée des six villages suivants (population en 2011) : Langerringen (2 324), Westerringen (261), Gennach (616), Schwabmühlhausen (653), Schwabach-Aichhöfe et Falkenberg.
Communes limitrophes (en commençant par le nord et dans le sens des aiguilles d'une montre) : Hiltenfingen, Schwabmünchen, Untermeitingen, Obermeitingen, Hurlach, Lamerdingen et Ettringen.

## Histoire
Au XIIe siècle, le village fut la propriété de seigneurs locaux, les von Erringen. En 1460, Langerringen est donné à l'évêché d'Augsbourg dont il sera la possession jusqu'en 1806 et à son intégration dans le royaume de Bavière
Érigé en commune en 1818, il fait partie de l'arrondissement de Schwabmünchen jusqu'à la disparition de ce dernier en 1972. C'est à ce moment que les deux communes de Gennach et Schwabmühlhausen sont incorporées au territoire de Langerringen.

## Démographie
| 1840  | 1871  | 1900  | 1925  | 1939  | 1950  | 1961  | 1970  | 1987  |
| ----- | ----- | ----- | ----- | ----- | ----- | ----- | ----- | ----- |
| 1 714 | 2 058 | 2 270 | 2 464 | 2 254 | 3 310 | 2 730 | 2 712 | 2 765 |

| 2000  | 2005  | 2009  | - | - | - | - | - | - |
| ----- | ----- | ----- | - | - | - | - | - | - |
| 3 685 | 3 798 | 3 795 | - | - | - | - | - | - |

## Lieux de culte
- Langerringen, église catholique St Gallus ;
- Schwabmühlhausen, église catholique St Martin ;
- Gennach, église catholique St Johannes Baptist ;
- Westerringe, église catholique St Vitus ;
- Langerringen, église évangélique Johanneskirche.

## Jumelage
- La Baconnière (France) depuis 2000, dans le département de la Mayenne, en région Pays de la Loire[3].

## Économie
Malterie industrielle : depuis 1993, Malteurop France-Allemagne s'est implanté à Langerringen avec une malterie d'une capacité de production de 100.000 t.
De 1972 à 2013, le Centre d'émission de Wertachtal, le plus grand centre de radiodiffusion en ondes décamétriques d’Europe, était installé en partie sur la commune et en partie sur celle, voisine, d'Amberg.